# Emma Trentini

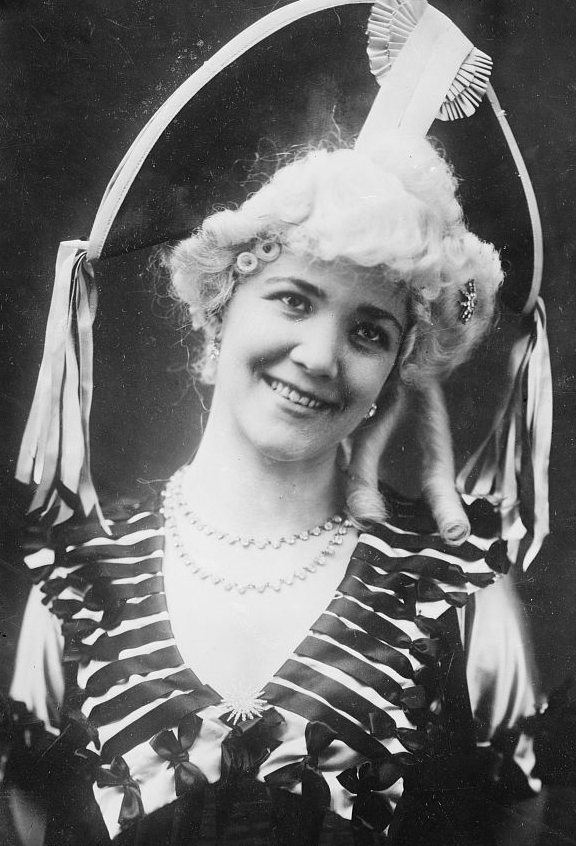
Emma Trentini (1906)

Emma Trentini (* 12. April 1878 in Mantua; † 23. März 1959 in Mailand) war eine US-amerikanische Opernsängerin (Sopran) italienischer Herkunft.

## Leben
Trentini studierte Gesang bei Fritz Feinhals in München. Bereits 1902 trat sie im Opernhaus von Siena auf. Ihren Durchbruch hatte sie 1904 als Jane in Alberto Franchettis Oper Germania am Teatro alla Scala. 1905 gastierte sie an der Covent Garden Oper in Un ballo in maschera von Giuseppe Verdi und als Musetta in Puccinis La Bohème. Im Jahr 1906 trat sie am Teatro San Carlo in der Uraufführung von Frédéric d’Erlangers Oper Tess auf.
Von 1906 bis 1909 war Trentini an Oscar Hammersteins Manhattan Opera House in New York engagiert, wo sie u. a. in der amerikanischen Erstaufführung von Claude Debussys Pelléas et Mélisande auftrat. In der Saison 1910–11 sang sie am Broadway in der Uraufführung von Victor Herberts Operette Naughty Marietta, daneben sang sie in Philadelphia erneut die Musetta in La Bohème.
Ab 1911 widmete sie sich ausschließlich der Operette und trat am Broadway u. a. in  Rudolf Frimls The Firefly (1913) und Oskar Nedbals The Peasant Girl (1915) auf. Bereits 1916 zog sie sich von der Bühne zurück und kehrte nach Italien zurück.